# Cotesia planula
Cotesia planula är en stekelart som beskrevs av Song och Chen 2004. Cotesia planula ingår i släktet Cotesia och familjen bracksteklar. Inga underarter finns listade i Catalogue of Life.